# Regionaler Naturpark Armorique

Logo des Naturparks

Naturparks in Frankreich

Der Regionale Naturpark Armorique (französisch Parc naturel régional d’Armorique) erstreckt sich im französischen Département Finistère, in der Region Bretagne. In bretonischer Sprache nennt sich der Naturpark Park an Arvorig.
Der 1969 gegründete Naturpark umfasst eine Fläche von 112.000 Hektar, davon sind 60.000 Hektar Meeresfläche. 39 Gemeinden bilden den Park, vier weitere sind assoziiert.
Der Naturpark umfasst folgende Gebiete:
- die Inseln der Iroise-See mit den Megalithanlagen auf dem Archipel von Molene
- die Halbinsel Crozon
- die Aulne-Maritime
- die Monts-d’Arrée-Berge

Die Parkverwaltung hat ihren Sitz in Le Faou (48° 18′ N, 4° 11′ W).